# Hemelkijker (goudvis)

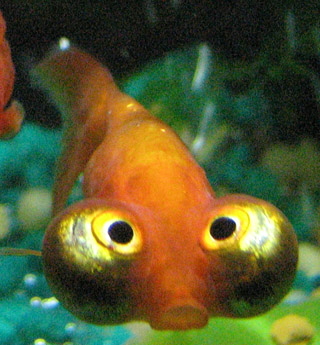
Hemelkijker

De hemelkijker of celestial is een goudvis die behoort tot de extreemste exotische goudvisvariëteiten en komt uit Korea of China. Men moet de vis niet verwarren met de zeevis Pacifische hemelkijker. Hij heeft een dubbele staart, geen rugvin en de staart is erg kort of lang. Ze hebben telescoopogen die steeds hoger komen te staan naarmate de vissen ouder worden. Hiermee wordt hun gezichtsvermogen steeds beperkter. Het recessieve gen dat hiervoor zorgt zou in de natuur niet lang hebben overleefd. Ze krijgen het moeilijk als ze met gewone goudvissen worden gehouden, want gewone goudvissen zwemmen veel sneller en kunnen daardoor makkelijk al het voer voor hun neus weghappen.
De hemelkijkers die in Nederland ingevoerd worden, zijn meestal degene die de andere landen zoals China en Japan niet willen hebben. Soms staan de ogen dan scheef, of staat de staart een tikkeltje gedraaid.